# Айзекс, Джеральд, 2-й маркиз Рединг
Джеральд Руфус Айзекс, 2-й маркиз Рединг (англ. Gerald Isaacs, 2nd Marquess of Reading; 10 декабря 1889 — 19 сентября 1960) — британский дворянин, адвокат и либеральный, затем консервативный политик. Он был известен как виконт Эрли с 1917 по 1935 год.

## История и образование
Родился 10 декабря 1889 года. Джеральд Руфус Айзекс был единственным сыном Руфуса Айзекса, 1-го маркиза Рединга (1860—1935), и его первой жены, Элис Эдит Коэн (1866—1930). Он получил образование в школе Рагби и колледже Баллиол в Оксфорде. Он участвовал в Первой мировой войне, получил Военный крест в 1918 году и дослужился до звания подполковника. Его книга «Пузырь Южного моря», в которой описывается знаменитый спекулятивный бум и обвал акций в Англии XVIII века, была опубликована в 1933 году.

## Политическая карьера
Виконт Эрли последовал за своим отцом в либеральную политику. Он баллотировался как либеральный кандидат от Блэкберна на парламентских выборах 1929 года. Он сменил своего отца на посту второго маркиза Рединга в 1935 году. Когда консерваторы пришли к власти в 1951 году при Уинстоне Черчилле, он был назначен совместным парламентским заместителем министра иностранных дел, должность, которую он занимал до 1953 года, когда был повышен до государственного министра иностранных дел и принят в Тайный совет. Он сохранил эту должность, когда сэр Энтони Иден стал премьер-министром в 1955 году. Однако маркиз Рединг не был включен в администрацию, сформированную Гарольдом Макмилланом в январе 1957 года, и никогда не возвращался на министерский пост. Помимо своей политической карьеры, он также был бенчером и казначеем Миддл Темпла и почётным полковником полка «Иннс оф Корт» с 1947 по 1959 год. Он был первым председателем Совета по трибуналам с момента его создания в декабре 1958 года и до своей смерти. Его сменил Гвилим Ллойд Джордж, сын Дэвида Ллойд Джорджа.

## Семья
28 сентября 1914 года Джеральд Айзекс женился на достопочтенной Еве Вайолет Монд (6 августа 1895 — 14 августа 1973), дочери Альфреда Морица Монда, 1-го барона Мельчетта (1868—1930) и Вайолет Монд, баронессы Мельчетт (1867—1945). Дед Евы Вайолет Монд, Людвиг Монд (1839—1909), был химиком и промышленником, который создал процесс Монда для извлечения и очистки никеля.
У маркиза и маркизы Рединг было трое детей:
- Майкл Альфред Руфус Айзекс, 3-й маркиз Рединг (8 марта 1916 — 2 июля 1980), преемник отца;
- Леди Джоан Элис Вайолет Айзекс (19 июля 1918—2000), муж с 1939 года Солли Цукерман, барон Цукерман (1904—1993), от брака с которым у неё двое детей;
- Леди Элизабет Энн Мэри Айзекс (11 октября 1921 — 9 февраля 2019), муж с 1945 года майор Дерек Фрэнсис Хорнсби (? — 1971), от брака с которым у неё было два сына.

Джеральд Руфус Айзекс скончался в сентябре 1960 года в возрасте 70 лет и был кремирован в крематории Голдерс-Грин. Его прах, как и прах его отца, похоронен на еврейском кладбище Голдерс-Грин.
Его титулы унаследовал его сын Майкл. Маркиза Рединг умерла в 1973 году.